# Andrej Walerjewitsch Fedjajew
Andrej Walerjewitsch Fedjajew (russisch Андрей Валерьевич Федяев; * 26. Februar 1981 in Serow, Oblast Swerdlowsk, RSFSR) ist ein russischer Kosmonaut.

## Ausbildung und Beruf
Fedjajews Ausbildungszeit war von vielfältigen Auflösungen und Umstrukturierungen militärischer Ausbildungsstellen infolge des Endes der Sowjetunion überschattet. Fedjajew besuchte bis 1999 die Schule in Werchnjaja Tura im Oblast Swerdlowsk. Danach absolvierte er eine Fliegerausbildung in Balaschow. 2004 erwarb er das Diplom eines Ingenieur-Piloten.
Ab 2005 diente Fedjajew bei den Russischen Luftstreitkräften als Kampfpilot einer Iljuschin Il-38 in Jelisowo in der Region Kamtschatka. Hier erlangte er 2013 den Rang eines Majors und absolvierte mehr als 600 Flugstunden.

## Kosmonautentätigkeit
2010 bewarb sich Fedjajew um die Aufnahme als Kosmonaut, wurde jedoch nicht angenommen. 2012 nahm er am ersten offenen Kosmonautenwettbewerb Russlands teil und wurde zusammen mit acht anderen Bewerbern zur Kosmonautenausbildung zugelassen, darunter Anna Jurjewna Kikina, die bereits im Oktober 2022 mit der Mission SpaceX Crew-5 zur Internationalen Raumstation flog.
Im Oktober 2012 wurde Fedjajew Mitglied der Roskosmos-Kosmonautenmannschaft und begann mit dem allgemeinen Weltraumtraining im Juri-Gagarin-Kosmonautentrainingszentrum. Im Juli 2014 wurde ihm der Status eines Testkosmonauten verliehen. In den folgenden Jahren setzte er seine Kosmonautenausbildung fort. Zu dieser Ausbildung gehörten unter anderem:
- die Landung in bewaldetem sumpfigen Gebiet im Winter
- Verhalten bei einer Notlandung im Gebirge (in Tuapse, Region Krasnodar)
- ein Wassertraining zum Einsteigen in einen schwebenden Hubschrauber
- ein Fallschirm-Spezialtraining für Kosmonauten
- Schulungen im Laborflugzeug Tu-134LK zur Durchführung visueller und instrumenteller Erdbeobachtung (in Ostsibirien, Sachalin, Kamtschatka)

2018 absolvierte Fedjajew eine Ausbildung zur Teilnahme an der ISS-Expedition 68 als Ersatzmannschaft und an der ISS-Expedition 69 als Hauptbesatzung. Im Juli 2022 wurde er dem Flug SpaceX Crew-6 zugeteilt, welcher am 2. März 2023 um 5:34 Uhr UTC (6:34 MEZ) zur ISS startete.

## Privates
Fedjajew ist verheiratet und hat vier Söhne.
Seit 2005 ist Fedjajew Schauspieler am Volkstheater in Jelisowo. Er ist Mitglied des KVN-Teams (Клуб весёлых и находчивых, deutsch: Klub der Lustigen und Schlagfertigen; eine Amateur-Komiker-Vereinigung) in seiner Militäreinheit.